# Almosen (Gemeinde Göpfritz an der Wild)
Almosen ist eine Ortschaft und eine Katastralgemeinde der Marktgemeinde Göpfritz an der Wild im Bezirk Zwettl in Niederösterreich. Die Ortschaft hat 68 Einwohner (Stand 1. Jänner 2024).

## Geografie
Das Dorf befindet sich südöstlich von Breitenfeld etwas abseits der Landesstraße L55.

## Siedlungsentwicklung
Zum Jahreswechsel 1979/1980 befanden sich in der Katastralgemeinde Almosen insgesamt 31 Bauflächen mit 24.648 m² und 39 Gärten auf 18.225 m², 1989/1990 gab es 37 Bauflächen. 1999/2000 war die Zahl der Bauflächen auf 106 angewachsen und 2009/2010 bestanden 42 Gebäude auf 102 Bauflächen.

## Geschichte
Im Jahr 1822 wurde der Ort als Dorf mit 13 Häusern genannt, das nach Kirchberg an der Wild eingepfarrt war und wohin auch die Kinder eingeschult wurden. Die Herrschaft Großsiegharts besaß die Ortsobrigkeit, übte die Landgerichtsbarkeit aus, besorgte die Konskription und hatte die Grundherrschaft inne. Ursprünglich innerhalb der Katastralgemeinde von Kirchberg an der Wild gelegen, bildete der Ort nach dem Umbruch 1848 eine Gemeinde mit dem benachbarten Breitenfeld, wodurch Almosen aus der Katastralgemeinde von Kirchberg herausgelöst wurde und eine eigene Katastralgemeinde begründete.
Laut Adressbuch von Österreich waren im Jahr 1938 in Almosen ein Gastwirt, ein Schmied und mehrere Landwirte ansässig. Bis zur Zusammenlegung mit Göpfritz war Almosen ein Teil der damaligen Gemeinde Breitenfeld.

## Bodennutzung
Die Katastralgemeinde ist landwirtschaftlich geprägt. 260 Hektar wurden zum Jahreswechsel 1979/1980 landwirtschaftlich genutzt und es gab keine forstwirtschaftlich geführte Waldflächen. 1999/2000 wurde auf 259 Hektar Landwirtschaft betrieben und 1 Hektar waren als forstwirtschaftlich genutzte Flächen ausgewiesen. Ende 2018 waren 257 Hektar als landwirtschaftliche Flächen genutzt und Forstwirtschaft wurde auf 1 Hektar betrieben. Die durchschnittliche Bodenklimazahl von Almosen beträgt 33,8 (Stand 2010).

## Söhne und Töchter des Ortes
- Maria Sip (1903–1944), Apothekenhelferin und Widerstandskämpferin